# Панайотіс Коне
Панайотіс Георгіос Коне (грец. Παναγιώτης Γεώργιος Κονέ, алб. Panajot Gjergji Kone; нар. 26 липня 1987, Тирана, Албанія) — грецький футболіст албанського походження. Грав за низку грецьких та італійських клубних команд, а також за національну збірну Греції.

## Клубна кар'єра
У дитячому віці переїхав до Греції, займався футболом в академії грецького «Олімпіакоса». 2004 року 17-річний гравець прийняв пропозицію продовжити кар'єру у французькому «Лансі», де провів лише один сезон, займаючись з молодіжною командою.
У дорослому футболі дебютував 2005 року, повернувшись до Греції, виступами за команду афінського клубу АЕК, в якій провів три сезони, взявши участь у 23 матчах чемпіонату.
Своєю грою за цю команду привернув увагу представників тренерського штабу «Іракліса», до складу якого приєднався 2008 року. Відіграв за цей клуб наступні два сезони своєї ігрової кар'єри. Більшість часу, проведеного у складі «Іракліса», був основним гравцем команди.
2010 року уклав контракт з італійською «Брешією», у складі якого провів наступні один рік своєї кар'єри гравця. Граючи у складі «Брешії» також здебільшого виходив на поле в основному складі команди. По результатах сезону 2010–11 «Брешія» залишила Серію A, однак Коне продовжив виступи в елітному дивізіоні італійського футболу, перейшовши на умовах оренди до складу клубу «Болонья».
Після завершення терміну оренди влітку 2012 року «Болонья» повністю викупила контракт футболіста. Відігравав важливу роль у середній лінії команди і був обраний її капітаном. За результатами сезону 2013/14 «Болонья» втратила місце у Серії A, і її лідери почали отримувати пропозиції продовжити кар'єру в інших італійських клубах.
Попри інтерес до Коне з боку «Палермо» і «Торіно» найуспішнішим у перемовинах щодо трансферу півзахисника виявилося «Удінезе», до лав якого він приєднався влітку 2014 року. Спочатку був гравцем основного складу нової команди, згодом почав отримувати менше ігрового часу, а першу половину 2016 року провів в оренді у «Фіорентині», за яку провів лише одну офіційну гру через проблеми із здоров'ям. Згодом протягом першої половини 2017 року був орендований іспанською «Гранадою», а сезон 2017/18 відіграв також на орендних правах за рідний АЕК. 31 серпня 2018 року «Удінезе» і Коне розірвали контракт за згодою сторін.
Після нетривалої паузи у кар'єрі на початку 2019 року 31-річний півзахисник приєднався до австралійського «Вестерн Юнайтед».

## Виступи за збірні
2006 року дебютував у складі юнацької збірної Греції, взяв участь у 4 іграх на юнацькому рівні, відзначившись одним забитим голом.
Протягом 2006–2008 років залучався до складу молодіжної збірної Греції. На молодіжному рівні зіграв у 8 офіційних матчах.
17 листопада 2010 року дебютував в офіційних матчах у складі національної збірної Греції. Протягом наступних шести років провів у формі головної команди країни 28 матчів, забивши два голи.
| Дата       | Місто         | Господарі            | Результат | Гості             | Турнір             | Голи | Примітки |
| ---------- | ------------- | -------------------- | --------- | ----------------- | ------------------ | ---- | -------- |
| 17-11-2010 | Відень        | Австрія              | 1 – 2     | Греція            | товариський матч   | -    | 46'      |
| 9-2-2011   | Лариса        | Греція               | 1 – 0     | Канада            | товариський матч   | -    | 61'      |
| 26-3-2011  | Та-Калі       | Мальта               | 0 – 1     | Греція            | Відбір до ЧЄ 2012  | -    | 81'      |
| 29-3-2011  | Афіни         | Греція               | 0 – 0     | Польща            | товариський матч   | -    | 66'      |
| 7-6-2011   | Нью-Йорк      | Еквадор              | 1 – 1     | Греція            | товариський матч   | -    | 63'      |
| 10-8-2011  | Сараєво       | Боснія і Герцеговина | 0 – 0     | Греція            | товариський матч   | -    | 72'      |
| 11-10-2011 | Тбілісі       | Грузія               | 1 – 2     | Греція            | Відбір до ЧЄ 2012  | -    | 91'      |
| 11-11-2011 | Афіни         | Греція               | 1 – 1     | Росія             | товариський матч   | -    | 68'      |
| 15-11-2011 | Альтах        | Греція               | 1 – 3     | Румунія           | товариський матч   | -    | 65'      |
| 26-5-2012  | Куфштайн      | Греція               | 1 – 1     | Словенія          | товариський матч   | -    | 72' 92'  |
| 6-2-2013   | Афіни         | Греція               | 0 – 0     | Швейцарія         | товариський матч   | -    | 70'      |
| 14-8-2013  | Зальцбург     | Австрія              | 0 – 2     | Греція            | товариський матч   | -    | 83' 85'  |
| 6-9-2013   | Вадуц         | Ліхтенштейн          | 0 – 1     | Греція            | Відбір до ЧС 2014  | -    | 22' 46'  |
| 15-10-2013 | Афіни         | Греція               | 2 – 0     | Ліхтенштейн       | Відбір до ЧС 2014  | -    | 9' 46'   |
| 30-6-2014  | Честер        | Нігерія              | 0 – 0     | Греція            | товариський матч   | -    | 46'      |
| 6-6-2014   | Гаррісон      | Болівія              | 1 – 2     | Греція            | товариський матч   | 1    | 59'      |
| 14-6-2014  | Белу-Оризонті | Колумбія             | 3 – 0     | Греція            | ЧС 2014 - 1-й етап | -    |          |
| 19-6-2014  | Натал         | Японія               | 0 – 0     | Греція            | ЧС 2014 - 1-й етап | -    | 81'      |
| 25-6-2014  | Форталеза     | Греція               | 2 – 1     | Кот-д'Івуар       | ЧС 2014 - 1-й етап | -    | 12'      |
| 7-9-2014   | Афіни         | Греція               | 0 – 1     | Румунія           | Відбір до ЧЄ 2016  | -    | 65' 94'  |
| 14-11-2014 | Афіни         | Греція               | 0 – 1     | Фарерські острови | Відбір до ЧЄ 2016  | -    |          |
| 18-11-2014 | Ханья         | Греція               | 0 – 2     | Сербія            | товариський матч   | -    | 57' 64'  |
| 29-3-2015  | Будапешт      | Угорщина             | 0 – 0     | Греція            | Відбір до ЧЄ 2016  | -    | 64' 77'  |
| 13-6-2015  | Торсгавн      | Фарерські острови    | 2 – 1     | Греція            | Відбір до ЧЄ 2016  | -    | 81'      |
| 4-9-2015   | Пірей         | Греція               | 0 – 1     | Фінляндія         | Відбір до ЧЄ 2016  | -    | 68'      |
| 7-9-2015   | Бухарест      | Румунія              | 0 – 0     | Греція            | Відбір до ЧЄ 2016  | -    | 54'      |
| 8-10-2015  | Белфаст       | Північна Ірландія    | 3 – 1     | Греція            | Відбір до ЧЄ 2016  | -    | 71'      |
| 11-10-2015 | Пірей         | Греція               | 4 – 3     | Угорщина          | Відбір до ЧЄ 2016  | 1    | 72'      |
| Усього     |               | Матчів               | 28        |                   | Голів              | 2    |          |